# Where Did You Sleep Last Night
Where Did You Sleep Last Night (auch als In the Pines und Black Girl bekannt) ist ein appalachischer Folk-Song aus den 1870er Jahren. Über den Ursprung liegt vieles im Unklaren, jedoch wurde das Stück von vielen Musikern und Bands gespielt, unter anderem von Leadbelly, Doc Walsh, Bill Monroe, Roscoe Holcomb, Nathan Abshire, Pete Seeger, Doc Watson, The Louvin Brothers, Odetta, Chet Atkins, Fred Karlin, Dave Van Ronk, The Kossoy Sisters, The Carter Family, Connie Francis, Joan Baez, Bob Dylan, The Four Pennies, Grateful Dead, Jackson C. Frank, Dolly Parton, Tennessee Ernie Ford, Mark Lanegan, Smog, Nirvana, Nicole Atkins, Jay Smith, Kid Cudi, Sarah Fimm, Delaney Davidson, Chapin Sisters, Nomy, Ploy of Oracle und My Own Private Alaska.

## Geschichte
Zunächst wurde der Text nur mündlich überliefert. 1917 veröffentlichte Cecil Sharp diesen Text:

“Black girl, black girl, don’t lie to me

Where did you stay last night?

I stayed in the pines where the sun never shines

And shivered when the cold wind blows”

Von Dock Walsh stammt die früheste bekannte Aufnahme vom 17. April 1926 (Columbia mastered W142031-1; veröffentlicht auf 15094-D am 20. September 1926). Danach wurde das Stück unter verschiedenen Titeln von kleineren „Hillbilly“-Bands verwendet. Auch der Text wurde verändert oder ergänzt, zum Beispiel die Verse “The longest train I ever saw // Went down the Georgia line”. Leadbelly nahm zwischen 1944 und 1948 über ein halbes Dutzend Versionen auf, meist unter dem Titel Black Girl oder Black Gal. Die Aufnahme für Musicraft Records in New York im Februar 1944 ist die bekannteste Version.
Das 1949 von Nathan Abshire 1949 auf Cajun-Französisch veröffentlichte Lied Pine Grove Blues (auch Ma Negresse genannt) ist möglicherweise ein Abkömmling von In the pines.
Roscoe Holcomb veröffentlichte 1965 eine Version in seinem typischen High Lonesome Sound.

## Nirvana-Version
Die in den frühen 1990er Jahren erschienene Version der US-amerikanischen Rockband Nirvana orientiert sich an Leadbellys Version von 1944. Besonders aufgefallen ist das Stück beim MTV-Unplugged-Konzert im November 1993; diese Version erschien später auf der dazugehörigen CD und sollte zudem die B-Seite der für April 1994 geplanten Single-Veröffentlichung von Pennyroyal Tea sein; diese wurde jedoch nach Kurt Cobains Tod verworfen. Cobain selbst produzierte 1990 eine private Soloaufnahme des Songs, die aber erst 2004 auf dem Sampler With the Lights Out erschien.

## Verwendung in anderen Medien
Das Stück (in unterschiedlichen Titeln und Fassungen) erschien in folgenden Filmen und Aufführungen (Auswahl):
- am Ende von Wilder Strom (1960)
- in Nashville Lady (1980), gesungen von Sissy Spacek
- in I Know What You Did Last Summer (1997, Leadbellys Version)
- in Vampire Nation (2010, von Danielle Harris gesungen)

sowie auch:
- 1958 im Theaterstück A Taste of Honey (im Sinne der Handlung wurde Black Girl durch Black Boy ersetzt)
- Mars-Werbung in den 90ern und der 2010er Neuauflage
- am Ende der 2. Episode des Computerspiels The Walking Dead: Season 2 (gesungen von Janel Drewis)
- In der Serie Ripper Street (4. Staffel, Folge 3) singt „der Amerikaner“ das Lied seinem Sohn als Schlaflied vor, weil er „kein anderes Lied kennt“.
- In der Serie The Defenders (1. Staffel, Folge 7) wird das Thema kurz vor dem Vorspann eingespielt (instrumental)
- In der Serie American Gods (Staffel 1, Folge 1 und Staffel 2, Folge 2)
- In dem Computerspiel Far Cry 5 wird es von diversen NPCs an Lagerfeuern in der Wildnis gespielt